# Mata Hari (film)
Mata Hari – amerykański film szpiegowski z 1931 roku.

## Podstawowe informacje
Obraz odnosi się do historii Maty Hari, egzotycznej tancerki i kurtyzany holenderskiego pochodzenia, skazanej na egzekucję za szpiegostwo podczas I wojny światowej. W główną rolę wcieliła się Greta Garbo. Erotyczna scena, w której Mata Hari uwodzi kochanka (w tej roli Ramon Novarro), została ocenzurowana kilka lat później, kiedy zaostrzono zasady tzw. "Kodeksu Haysa".
Mata Hari okazała się największym sukcesem kasowym w karierze Garbo, a także najbardziej dochodowym filmem dla MGM w 1931 roku, przynosząc zyski w wysokości niemal miliona dolarów. Zebrała także przychylne opinie krytyków filmowych, a rolę Grety Garbo określono jej najlepszą dotychczasową kreacją.

## Obsada
- Greta Garbo jako Mata Hari
- Ramón Novarro jako Alexis Rosanoff
- Lionel Barrymore jako Serge Shubin
- Lewis Stone jako Andriani
- C. Henry Gordon jako Dubois
- Karen Morley jako Carlotta
- Alec B. Francis jako Major Caron
- Blanche Federici jako siostra Angelica
- Edmund Breese jako Warden
- Helen Jerome Eddy jako siostra Genevieve
- Frank Reicher jako kucharz